# Kristers Tobers
Kristers Tobers (* 13. Dezember 2000 in Dobele) ist ein lettischer Fußballspieler, der als Innenverteidiger und defensiver Mittelfeldspieler für den FC Aberdeen in der Scottish Premiership spielt und Kapitän der lettischen Nationalmannschaft ist.

## Karriere

### Verein
Kristers Tobers wurde im Jahr 2000 in Dobele, im Südwesten Lettlands geboren. In seiner Jugend spielte Tobers für den FK Liepāja. In der Saison 2017/18 spielte Tobers mit der U-19-Mannschaft des Vereins in der Youth League. Im Jahr 2018 begann er, in der Virslīga für seinen Jugendverein aus Liepāja zu spielen. Am 4. Mai 2018 erzielte Tobers in einem Spiel gegen den FK Spartaks Jūrmala sein erstes Tor. In seiner ersten Saison als Profi absolvierte Tobers 23 Ligaspiele und traf zweimal. Drei weitere Spiele absolvierte er im nationalen Pokal und zwei in der Qualifikation für die Europa League gegen den BK Häcken aus Schweden. In der folgenden Saison 2019 kam Tobers auf die gleiche Anzahl an Ligaspielen, erzielte jedoch ein Tor mehr. Neben zwei Partien im Pokal kam er auf vier Spiele in der Europa-League-Qualifikation gegen Dinamo Minsk und IFK Norrköping.
Im Januar 2020 wechselte Tobers bis zum Ende der Saison 2019/20 auf Leihbasis zum polnischen Erstligisten Lechia Gdańsk. Am 7. Februar 2020 gab Tobers sein Ekstraklasa-Debüt gegen Śląsk Wrocław als er beim 2:2 in der Startelf stand. Nach nur sieben Spielen zog Lechia die Option auf eine feste Verpflichtung, und Tobers unterzeichnete einen Vertrag bis Juni 2023. Am Ende der Saison konnte Tobers zehn absolvierte Ligaspiele und ein Pokalspiel vorweisen. In den folgenden drei Spielzeiten konnte sich Tobers keinen Stammplatz erkämpfen, kam jedoch regelmäßig zum Einsatz. Bis zum Sommer 2023 absolvierte er 55 Ligaspiele und erreichte mit Lechia 2020 das Finale im Polnischen Pokal, in dem er ohne Einsatz blieb.
Am 3. Juli 2023 wechselte Tobers zum Schweizer Rekordmeister Grasshopper Club Zürich aus der Super League. Er unterzeichnete einen Zweijahresvertrag mit Option auf eine Verlängerung. Er etablierte sich schnell in der Grasshoppers-Verteidigung und stand in der Saison 2023/24 in 29 Spielen in der Startelf. Am 24. August 2024 erzielte er beim 3:1-Sieg über den FC Sion sein erstes Tor für die Grasshoppers, als er einen gekonnten Volleyschuss in die obere rechte Ecke des Tores schlenzte.
Am 8. Januar 2025 wechselte Tobers für eine Ablösesumme von 700.000 Pfund zum FC Aberdeen nach Schottland und unterschrieb einen Dreieinhalbjahresvertrag. Tobers debütierte für die „Dons“ am 12. Januar 2025 bei einem 0:0 in der Scottish Premiership gegen Heart of Midlothian.

### Nationalmannschaft
Kristers Tobers gab am 11. Mai 2016 sein Länderspieldebüt für Lettland in der U17 gegen Moldau. Für die U17 absolvierte Tobers elf Spiele, davon fünf als Kapitän. Als Defensivspieler gelangen ihm vier Tore, davon ein Doppelpack gegen Nordirland im September 2016. Im Jahr 2017 absolvierte Tobers fünf Spiele in der U18 und erzielte zwei Tore. Dabei fungierte Tobers in jedem Spiel als Kapitän. Im gleichen Jahr debütierte Tobers in der lettischen U19-Nationalmannschaft gegen Estland. In 13 Partien, davon sechsmal als Mannschaftskapitän aktiv, war er zweimal als Torschütze erfolgreich. Im folgenden Jahr kam er auf vier Einsätze in der U21.
Sein Debüt in der A-Nationalmannschaft gab Tobers am 21. März 2019 in einem Qualifikationsspiel für die Europameisterschaft 2021 bei einer 1:3-Auswärtsniederlage gegen Nordmazedonien als er für Artūrs Karašausks eingewechselt wurde. Vor den Qualifikationsspielen zur Europameisterschaft 2024 wurde Tobers von Nationaltrainer Dainis Kazakevičs im Juni 2023 zum Kapitän der lettischen Nationalmannschaft ernannt. In seinem ersten Spiel als Kapitän erzielte er gegen die Türkei sein erstes Länderspieltor, den 2:2-Ausgleichstreffer bei der 2:3-Niederlage. Auch unter dem Nachfolger von Kazakevičs Paolo Nicolato blieb Tobers Kapitän der Mannschaft.